# St. Johannes Baptist und St. Ottilie (Kersbach)

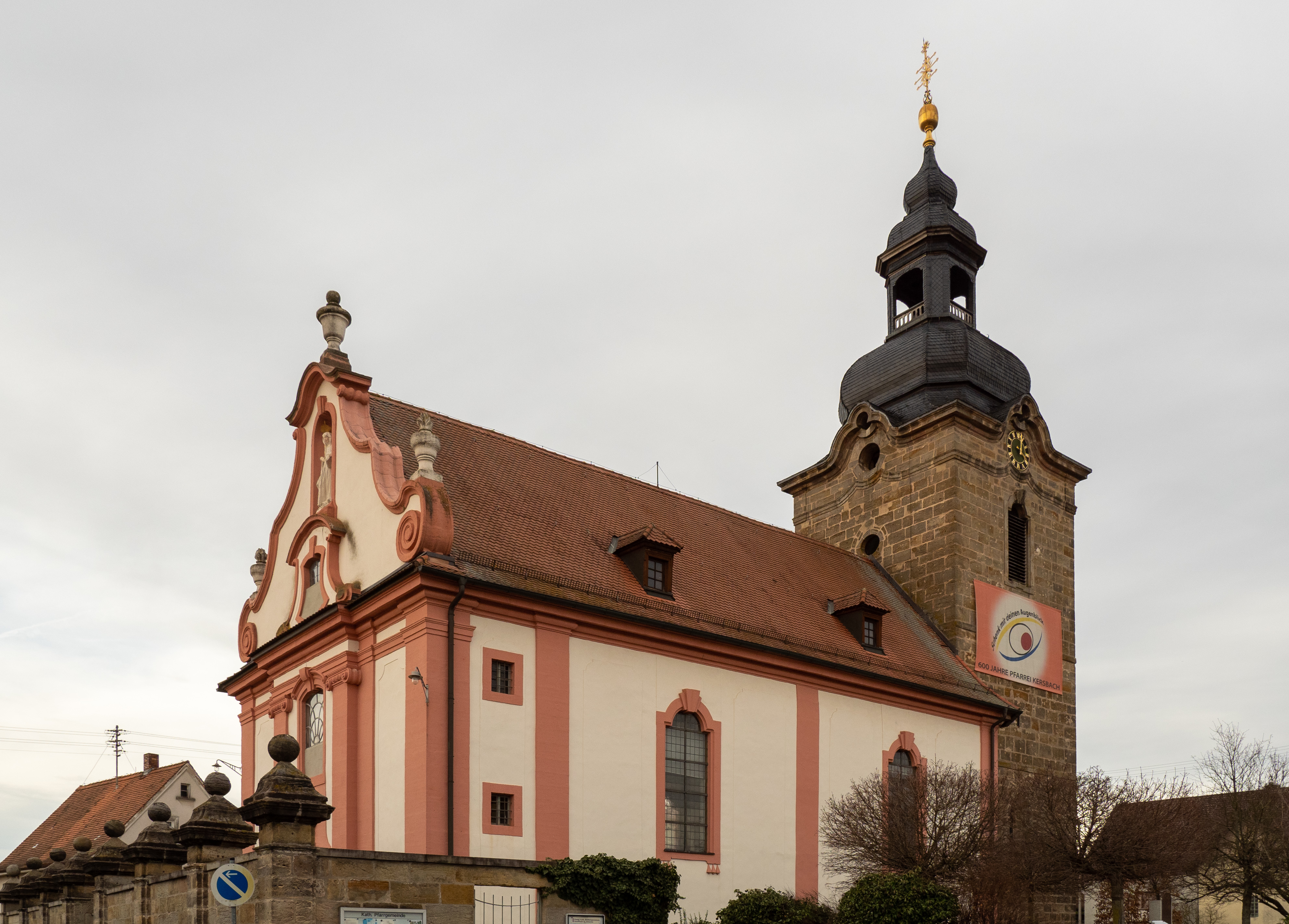
St. Johannes Baptist und St. Ottilie in Kersbach

Die römisch-katholische, denkmalgeschützte Pfarrkirche St. Johannes Baptist und St. Ottilie steht in Kersbach, einem Gemeindeteil der Großen Kreisstadt Forchheim im Landkreis Forchheim (Oberfranken, Bayern). Kirchenpatrone sind Johannes der Täufer und die heilige Ottilie.
Das Bauwerk ist unter der Denkmalnummer D-4-74-126-350 als Baudenkmal in der Bayerischen Denkmalliste eingetragen. Die Pfarrei gehört zum Seelsorgebereich Forchheim im Dekanat Forchheim des Erzbistums Bamberg.

## Beschreibung

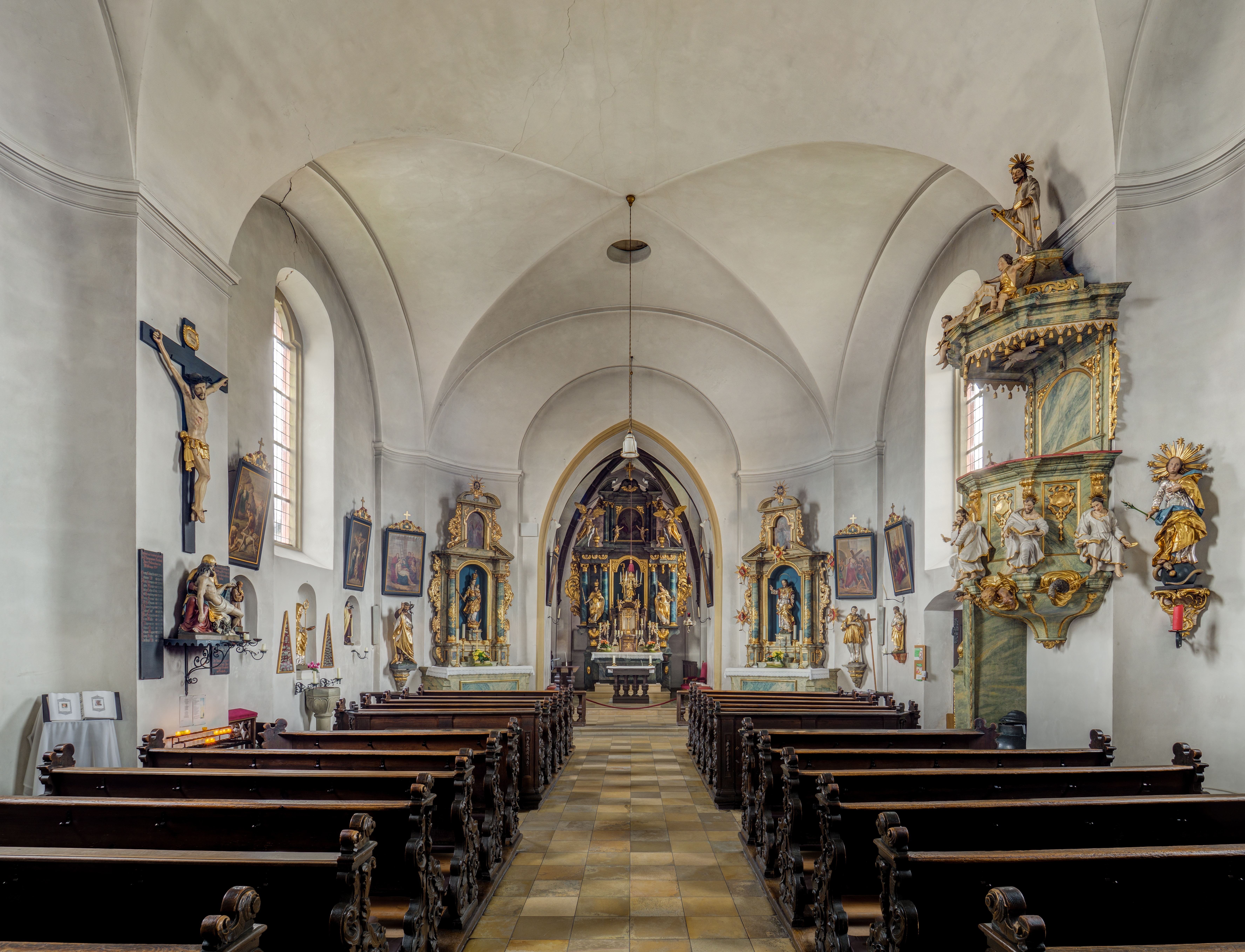
Langhaus mit Blick auf den Altar

Das Bauwerk ist eine einschiffige Hallenkirche mit vorgestelltem Chorturm aus Sandsteinmauerwerk. Die unteren Geschosse des Chorturms wurden um 1417 gebaut. Der Chorturm wurde in den Formen des Barock aufgestockt und mit einer Welschen Haube bedeckt. Das mit einem ziegelgedeckten Satteldach versehene Langhaus wurde 1743/44 nach Plänen von Johann Jakob Michael Küchel nach Westen verlängert und mit einer Fassade versehen, die mit Lisenen, Pilastern und einem Volutengiebel gegliedert ist. Das Langhaus ist hell verputzt, die Gliederungselemente bestehen aus rotem Sandstein. Über dem Portal mit der Jahreszahl 1744 befindet sich in einer mit einem Fürstenhut bekrönten Kartusche das Wappen des Stifters.

### Ausstattung

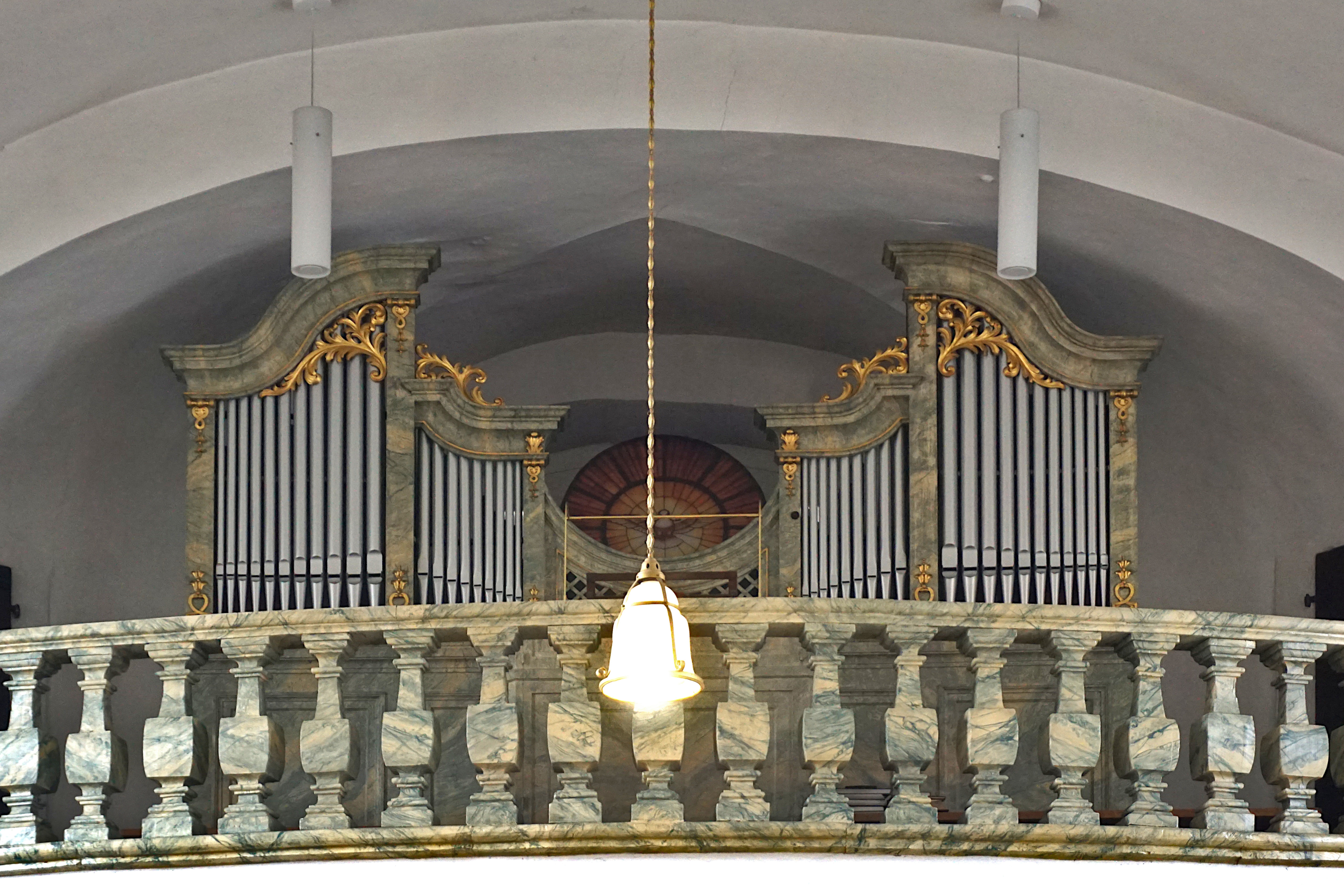
Die Orgel

Der Hochaltar wurde um 1710, die beiden Seitenaltäre mit einer Mondsichelmadonna und einer Herz Jesu-Figur wurden um 1690 gebaut. In einer Nische an der Nordwand steht eine Statue der heiligen Ottilie, einer der beiden Kirchenpatrone und Schutzheilige der Augenkranken und Blinden, auf beiden Seiten begleitet von einer Sammlung von Votivgaben. Auf dem barocken Kanzelkorb befinden sich Sitzfiguren der vier Evangelisten, der Schalldeckel ist mit einer Statue des Apostels Paulus mit seinen Attributen Schwert und Buch bekrönt.
Die Orgel mit 12 Registern wurde 1902 von G. F. Steinmeyer & Co. errichtet. Sie wurde 2020 generalsaniert.

### Glocken
Das barocke Geläut der Pfarrei wurde im Zweiten Weltkrieg requiriert. Erhalten blieben nur die Glocke in der Turmlaterne und das Sakristeiglöckchen von der Forchheimer Glockengießerei aus dem 17. Jahrhundert. Die vier Glocken im Turm wurden 1946 von der Firma Johann Lotter in Bamberg gegossen. Die Ottilienglocke, 27 Zentner schwer, ist eine Stiftung der Kersbacher Kriegsheimkehrer.